# Géczy Fazekas Klára
Géczy Fazekas Klára, születési és 1916-ig használt nevén Fleiner Klára, férjezett nevén Géczy Györgyné (Budapest, 1901. augusztus 13. – Budapest, 1996. március 2.) magyar zongoraművész.

## Életpályája
Fleiner Mór (1865–1921) banktisztviselő és Spitzer (Hegyesi) Matild (1867–?) gyermekeként született. Édesanyja énekesnő, a braunschweigi, majd a drezdai operaház tagja volt. Anyai nagyapja Spitzer Lipót hites tőzsdeügynök.
A Budapesti Református Egyház Skót Elemi és Polgári Leányiskolájában, s a Fodor Zeneiskolában tanult. Már tizenkét évesen önálló hangversenyt adott. A Zeneművészeti Főiskolán Szendy Árpád növendéke volt. A budapesti Liszt-zongoraverseny babérkoszorús győzteseként a budapesti pápai követ, Lorenzo Schioppa nagy összegű ösztöndíjat adományozott számára, hogy külföldön folytathassa és fejezhesse be megkezdett tanulmányait.
1935 nyarán meghívást kapott a római eszperantó világkongresszusra, ahol Liszt-műveket adott elő, valamint bemutatta a Mussolininek dedikált „Eszperantó induló“-t. 1937-ben lehetőséget kapott, hogy előadja legújabb művét, a Julianna-mazurkát a leendő holland trónörökösnek, aki elismerő soraival tüntette ki. A következő évben franciaországi és hollandiai hangversenykörútra szerződtették. Az 1930-as évektől koncertjei mellett zongoratanítást is vállalt. A háborút követően néhány évig még folytatta zongoraművészi karrierjét. 1947-ben Bernben nyilvános hangversenyen játszott, a berni rádióban pedig magyar szerzők műveit mutatta be. Sikeres svájci szereplésének köszönhetően svéd, bolgár és palesztinai hangversenykörútra kapott meghívást.
Férje Géczy György (1884–1974) könyvszakértő volt, akivel 1928. január 22-én Budapesten kötött házasságot. A Szent István-bazilika Plébánia Hivatala által kiadott keresztlevél szerint 1935. december 5-én a római katolikus vallásra tért át. Sógora Mándi Gyula (1899–1969) labdarúgó, edző.